# Vincenzo Kadłubek
Vincenzo Kadłubek (Kargów, 1150 circa – Jędrzejów, 8 marzo 1223) è stato vescovo di Cracovia e successivamente monaco nell'abbazia cistercense di Jędrzejów. Il suo culto come beato è stato confermato da papa Clemente XIII nel 1764.

## Biografia
Apparteneva certamente a una famiglia della nobiltà polacca, ma il casato (Poraj Różyc) e i nomi dei genitori (Boguslaw e Benigna) sono documentati solo da opere tarde; neanche il soprannome "Kadłubek" non compare prima del Quattrocento.
Compì i primi studi presso la scuola cattedrale di Cracovia e poi a Bologna o Parigi, dove conseguì il titolo di magister. Nel 1183 fu testimone della traslazione alla cattedrale di Wawel delle reliquie di san Floriano. Verso il 1189 divenne direttore della scuola cattedrale di Cracovia e membro della cancelleria del principe Casimiro.
Alla morte di Casimiro si trasferì a Sandomierz, dove fu preposito della collegiata della Santissima Vergine, e nel 1207 il capitolo cattedrale di Cracovia lo elesse vescovo: confermata l'elezione da parte di papa Innocenzo III, ricevette la consacrazione episcopale.
Sostenne l'elezione a vescovo di Gniezno di Enrico Kietlicz; partecipò al sinodo di Borzyków e al quarto concilio lateranense; consacrò la chiesa dei cistercensi di Jędrzejów e la collegiata di San Floriano a Cracovia; fece aumentare la dotazione del capitolo cattedrale di Cracovia, dei monasteri di Sulejów, Jędrzejów e Koprzywnica e dei canonici del Santo Sepolcro di Miechów; propagò il culto di san Floriano e quello di san Stanislao, di cui promosse la canonizzazione; riformò e ampliò la scuola cattedrale di Cracovia.
Kadłubek è ritenuto l'autore del primo libro in lingua polacca. Scrisse il Cronicum polonorum, storia della Polonia dalle origini al 1202.
Rinunciò all'episcopato nel 1218 e abbracciò la vita religiosa tra i monaci cistercensi nell'abbazia di Jędrzejów, dove morì e fu sepolto.

## Il culto
Papa Clemente XIII, con decreto del 18 febbraio 1764, ne confermò il culto con il titolo di beato.
Il suo elogio si legge nel martirologio romano all'8 marzo.